# Island (Kentucky)
Island es una ciudad ubicada en el condado de McLean en el estado estadounidense de Kentucky. En el Censo de 2010 tenía una población de 458 habitantes y una densidad poblacional de 523,18 personas por km².

## Geografía
Island se encuentra ubicada en las coordenadas 37°26′35″N 87°8′52″O / 37.44306, -87.14778. Según la Oficina del Censo de los Estados Unidos, Island tiene una superficie total de 0.88 km², de la cual 0.87 km² corresponden a tierra firme y (0.3%) 0 km² es agua.

## Demografía
Según el censo de 2010, había 458 personas residiendo en Island. La densidad de población era de 523,18 hab./km². De los 458 habitantes, Island estaba compuesto por el 95.63% blancos, el 1.75% eran afroamericanos, el 0.87% eran amerindios, el 0% eran asiáticos, el 0% eran isleños del Pacífico, el 0.87% eran de otras razas y el 0.87% pertenecían a dos o más razas. Del total de la población el 1.53% eran hispanos o latinos de cualquier raza.